# Майк Олдфийлд
Майкъл Гордън Олдфийлд (на английски: Michael Gordon Oldfield; 15 май 1953 г. в Рединг, Англия) е мултиинструментален музикант и композитор, смесващ по неповторим начин елементи от прогресив рок, денс, електронна, етническа, уърлд и класическа музика. Стилът му е изключително разнообразен, като се доближава до ню ейдж.

## Биография
Родителите на Олдфийлд са Маврийн и Реймънд Олдфийлд. Неговите сестра Сали и брат Тери са оказали влияние върху много от неговите албуми. Сали Олдфийлд е издала много собствени албуми и е постигнала комерсиален успех със заглавието Огледала, например. Семейството на Майк е възпитано в римокатолическата вяра заради тяхната ирландска майка.

### Ранен период
Кариерата на Олдфийлд започва относително рано в живота му, докато той свири на акустична китара в околните фолк клубове. По това време той вече е имал две 15-минутни инструментални парчета, в които намират отражение разнообразни стилове, поставящи началото на оригиналните произведения през 70-те. В тийнейджърските си години Олдфийлд е включен в ‘бийт група’, свиреща музика на Shadows (той често цитира Ханк Марвин заради голямото оказано влияние и по-късно ще направи кавър на тяхна песен – Wonderful land. През 1967 той и сестра му Сали правят фолк-дуото The Sallyangie и сключват договор с Transatlantic Records. Албум на име Children of the sun („Деца на слънцето“) излиза през 1968. След като The Sallyangie се разпада, той създава ново дуо с брат си Тери, наречено Barefoot, което отново го връща към рок музиката.
През 1970 той се присъединява като бас-китарист към бившия вокалист на „Софт Машин“ Кевин Айърс в групата The Whole World. Групата включва и кийбордиста и композитора Дейвид Бедфорд, който бързо се сприятелява с Олдфийлд и го окуражава в композирането на ранна версия на Tubular bells. Бедфорд по-късно ще аранжира и дирижира оркестрална версия на този албум. С Айърс Олдфийлд записва два албума – Whatevershebringswesing и Shooting At The Moon. И двата албума включват ранни версии на това, което по-късно ще се превърне в запазена марка на звука му.
След като записва примерен вариант на Tubular Bells, Олдфийлд опитва да убеди някой от музикалната индустрия да поеме проекта, но без успех. Въпреки това през 1972 той се среща с младия Ричард Брансън, създател на Virgin Records, и след изява пред експертите Том Нюман и Саймън Хийуорт записът започва.

### (1973 – 1991) Младежките години
Най-известната композиция на Олдфийлд (и същевременно дебютен албум) е Tubular Bells, която е написана през 1972 и издадена на 25 май 1973. Албумът е разтърсващ, защото още на 19-годишна възраст той е свирил на двадесет различни музикални инструменти, като с това покрива много различни жанрове. След появата си албумът се е продавал по-бързо, отколкото малката фабрика за плочи в Лондон е можела да напечата. Tubular Bells е грандиозен старт за тогавашната компания „Virgin Records“ и нейния собственик Ричард Брансън. Албумът достига бързо Топ 10 на английските класации и запазва позицията си за впечатляващите 279 седмици. Днес Tubular Bells е най-успешният инструментален албум на един музикант в света.
В Америка Tubular Bells е бил познат преди всичко, защото един малък фрагмент от него е използван в касовия филм на ужасите Заклинателят. Същата тема е включена в сцената с приземяването от The Space Movie – филм, честващ 10-ата годишнина от мисията на Аполо 11.
По подобие на „Tubular bells“ вторият албум на Олдфийлд Hergest Ridge е разделен на две инструментални части. Този път Hergest Ridge е още по-пасторален и мелодичен, но присъства и пасаж, наречен „електронна гръмотевична буря“, в който чрез техника с наслагване могат да бъдат чути 90 китари едновременно. Във Великобритания албумът се задържа 3 седмици на първо място в класациите и е победен само от последвалия албум Ommadawn, който съдържа много фолклорни елементи и е първи пример за т.нар. уърлд (световна) музика.
Внезапният успех причинява невероятно натоварване за срамежливото момче и се стига до кризисни реакции и бягство. Едва няколко терапии при психолог му помагат. Олдфийлд основава фондацията Tonic през 90-те, целяща да окуражи хора, нуждаещи се от психологическа помощ, и да покаже разбиране към проблемите им. Фондацията е закрита след няколко години.
През 1975 Олдфийлд получава награда Грами за най-добра инструментална композиця в Tubular bells – Theme From „The Exorcist“.
Преди откриването на следващия двоен албум Incantations (Чародейства) през 1978 Олдфийлд участва в една съмнителна програма за опазване на собствената сигурност, позната като Exegesis. Без съмнение резултат от това е следващото Европейско турне. Изяви от това време са издадени в албума Exposed. С много аспекти от Hergest Ridge, Ommadawn и четири песни от 17 до 20 минути Incantations, включващ вокални изяви на Сали Олдфийлд, Меди Прайър и женския хор на Колежа на кралицата, е трябвало да бъде „Magnum Opus“ на Олдфийлд.
В ранните 80-те Майк Олдфийлд се обръща към тогавашната популярна музика. В началото той издава кратки инструментални парчета и кавър-версии на албумите Platinum и Q.E.2 (наречен по името на пътническия кораб Queen Elizabeth 2), в който участва и Фил Колинс като барабанист. Скоро след това той започва да пише собствени песни. Изпълнени от различни певци, той ги съпровожда с китара, най-често с дълго соло.
През 1981 е издаден запис под името на Олдфийлд като албума The Consequences Of Indecisions. Всъщност е ставало дума за издадения през 1977 албум Keesojen Letho на финландския музикант Пека Похйола (Майк и Сали Олдфилд са допринесли за издаването му).
Най-големите комерсиални сингъл-успехи на Олдфийлд са в осемдесетте години. Moonlight Shadow (Сянка от лунна светлина), за която се твърди, че тематизира смъртта на Джон Ленън, изпята от Меги Рейли, е на трето място по най-продавани плочи през 1983 в Германия. Тази песен се изпълнява от много други музиканти като Азелин Дебисън (канадска фолк певица) и DJ Mystic (електронна музика/техно). През 2002 песента се превръща в голям хит в Централна Европа чрез немската танцова група Groove Coverage.
Най-успешната композиция на Олдфийлд в американските поп-класации в този период е кавър версия – римейк от Hall & Oates на Family Man за албума H20.
Други хитове следват с Shadow on the wall(Сянка на стената) (1983), To France (На път за Франция) (1984), Discovery (Откритие) (1984) и Pictures in the dark (Картини в тъмнината) (1985).
През 1984 Олдфийлд композира саундтрака към филма The Killing Fields(Плачещите поля) на Роланд Йофе, като с това създава и значителен видео материал за албума си Islands (Острови).
С времето възникват диспути с неговата компания Virgin Records, която предлага следващият албум да е инструментален, под формата на Tubular Bells II (който по-късно се реализира). Бунтовният отговор на Олдфийлд е албумът Amarok (1990), едночасов труд с постоянно сменящи се теми, за да бъде невъзможно отделянето на сингъл, а също и за по-висока динамика. Това силно затруднило винилното печатане. Морзовият код, поставен върху албума на 48-ата минута, означава „fuck off r b“, което трябвало да подчертае споровете му с Ричард Брансън, шеф на Virgin. Звукотехнически погледнат, Amarok представлява едно екстравагантно произведение, защото това е бил един от първите дигитално записани албуми. Въпреки че албумът е определян като най-добрият му, приходите от продажби не са високи.
В последния албум на Олдфийлд при Virgin, Heaven's Open (който е издаден под името Michael Oldfield) всички парчета се пеят от него самия. За това той е взимал допълнителни уроци по пеене.

### (1992 – 2003)
За компанията Warner Олдфийлд се връща обратно към ранните си идеи и композира Tubular Bells II (1992), една интерпретация на неговия първи албум с нови музикални стилови направления. Композицията е представена премиерно на грандиозен спектакъл на живо в Единбургския замък. Следват The songs of distant earth (Песните на далечната земя), едно фантастично пътшествие, базиращо на роман със същото име от Артър Кларк), изпълнено с нежни ню ейдж мелодии, фолклорният Voyager (Пътешественик) и Tubular Bells III (също изнесен на концерт, този път в Лондон), който е повлиян от техно- и денс-музиката в неговия нов дом в Ибиса.
През 1999 Олдфийлд издава два албума. Първият, Guitars, използва китари за източници на всички звукове в албума, включително и перкусиите. Вторият, The Millennium Bell („Камбаната на милениума“), е китка от разнообразни музикални стилове, които представляват различни исторически етапи през изминалото хилядолетие. Тази творба е представена на живо в Берлин за честването на хилядолетието през 1999 – 2000.
През 2003 Майк Олдфийлд издава на CD, супер аудио CD и Аудио DVD с лично миксиран 5.1-съраундзвук Tubular Bells 2003, една нова интерпретация на Tubular Bells, появил се преди тридесет години. Олдфийлд обяснява, че с това е искал да подобри многото недостатъци на оригинала, които се дължат на тогавашните звукозаписни технологии и сроковите ограничения за завукозаписните студия в ранните 70-те. Тази проява чества 30-годишнината от Tubular bells и 50-ия рожден ден на Олдфийлд. Аудио-DVD версията има някои демо-версии от оригинала Tubular bells. SACD вариантът идва с уникален ремикс на главната тема от оригинала заедно със същото съдържание на CD и DVD. Във версията от 2003 оригиналният вокал в Master of Ceremonies е заместен с гласа на Джон Клийз.

### След 2004 г.
През 2002 излиза албумът Tr3s Lunas. Същевременно е издадена компютърна игра със същото име, която няма голям успех, заради лошо техническо изпълнение. Играта все пак е одобрена от феновете, защото тя съдържа много нови мелодии от китарите на Олдфийлд.
Продължението Maestro – следващата виртуална реалност, което се появява на 12 април 2004, съдържа музика от Tubular bells 2003, а също и някои нови чил-аут мелодии. Демо версиите на игрите могат да бъдат намерени на официалния сайт на Майк Олдфийлд.
През май 2005 Майк Олдфийлд подписва договор с Mercury Records за три нови албума. Първият е двоен албум, който се появява на 26 септември 2005 и се нарича Light and Shade (Светлина и сянка). Двата диска съдържат музика от контрастиращи настроения – едно спокойно („светлина“) и едно по-рязко и динамично („сянка“). В същото време в качеството си на иновативна творба на изкуството, новият албум е съпроводен от софтуер и мелодии, с които човек може сам да създаде собствен микс.

### Личен живот
Майк Олдфийлд е живял заедно дълги години без брак с Анита Хегерланд (Рой Блек & Анита), която пее в Pictures In The Dark и Innocent. Имат две деца – Грета и Ноа.
След приятелска раздяла в края на 80-те години той се жени през 2004 за сегашната си жена – Фени.

## Дискография
- 1973: Tubular Bells
- 1974: Hergest Ridge
- 1975: The Orchestral Tubular Bells
- 1975: Ommadawn
- 1978: Incantations
- 1979: Exposed (live)
- 1979: Platinum (Airborn за американското издание)
- 1980: QE2
- 1982: Five Miles Out
- 1983: Crises
- 1984: Discovery
- 1984: The Killing Fields (филмова музика)
- 1985: Pictures In The Dark (отделен сингъл)
- 1986: Shine (отделен сингъл)
- 1987: Islands
- 1989: Earth Moving
- 1990: Amarok
- 1991: Heaven's Open
- 1992: Tubular Bells II
- 1994: The Songs of Distant Earth
- 1996: Voyager
- 1998: Tubular Bells III
- 1999: Guitars
- 1999: The Millennium Bell
- 2002: Tr3s Lunas (познат също като „Tres Lunas“)
- 2003: Tubular Bells 2003
- 2005: Light & Shade (също „Light and Shade“)
- 2008: Music of the Spheres
- 2014: Man on the Rocks
- 2017: Return to Ommadawn

### Сборни албуми
- 1976: Boxed
- 1980: Airborn
- 1980: Impressions
- 1981: Music Wonderland
- 1981: Mike Oldfield's Wonderland
- 1981: Episodes
- 1985: The Complete Mike Oldfield
- 1987: A Virgin Compilation
- 1990: Collector's Edition Box I
- 1990: Collector's Edition Box II
- 1993: The Best of... Elements
- 1993: Elements
- 1997: XXV: The Essential
- 2002: The Danish Collection
- 2006: The Platinum Collection

## Съвместна работа с други музиканти
- 1967: The Sallyangie на Sallyangie (със сестра си Сали Олдфийлд)
- 1970: Shooting at the moon на Кевин Айърс и Whole World
- 1971: Edgar Broughton Band на The Edgar Broughton Band
- 1971: Ear Of Beholder на Lol Coxhill
- 1972: Nurses Song With Elephants на Дейвид Бедфорд
- 1973: Whatevershebringswesing на Кевин Айърс и Whole World
- 1973: Legend на Хенри Кау
- 1974: Rock Bottom на Robert Wyatt
- 1974: The Confessions Of Dr Dream And Other Stories на Кевин Айърс
- 1974: June 1, 1974 на Кевин Айърс, John Cale, Nico и Brian Eno (запис от концерт)
- 1974: Star´s End на Дейвид Бедфорд
- 1974: Unrest на Хенри Кау
- 1975: The Rime of the Ancient Mariner на Дейвид Бедфорд
- 1976: Odd ditties на Кевин Айърс (компилация от сингли и неиздавани парчета)
- 1976: The Odyssey на Дейвид Бедфорд
- 1976: Bandages на The Edgar Broughton Band
- 1977: Instructions For Angels на Дейвид Бедфорд
- 1977: Mathematicians Air Display (познато също като съвместен проект с Pekka Pohjola или албума The Consequences of Indecisions (оригиналното заглавие е Keesojen Lehto, с което е достъпен на CD)
- 1977: Song Of The White Horse на Дейвид Бедфорд
- 1977: Fine Old Tom на Том Нюман
- 1979: Faerie Symphony на Том Нюман
- 1979: Downwind на Pierre Moerlen's Gong
- 1979: Downwind Live на Pierre Moerlen's Gong
- 1979: Strange Man, Changed Man на Брам Чайковски
- 1979: Judy's Gone Down/Jung Lovers на Джеймс Вейн (сингъл)
- 1980: The Concertina Record на Леа Никълсън
- 1980: Joy (1981) на Скидс
- 1990: Natasha на Сали Наташа Олдфийлд
- 1990: Kâma-Sûtra на Мишел Полнарев
- 1992: Still life with guitar на Кевин Айърс
- 1992: BBC Radio 1 Live In Concert на Кевин Айърс
- 1995: Variations On A Rhythm Of Mike Oldfield на Дейвид Бедфорд
- 1996: Singing The Bruise на Кевин Айърс
- 1997: Snow Blind на Том Нюман
- 1998: The Garden Of Love на Кевин Айърс
- 2000: Official Bootleg One на Фил Бийр
- 2000: Do Ya Wanna Play, Carl на Карл Палмър
- 2002: From The Banks Of The River Irwell на Макс Бейкън
- 2005: Tag und Nacht на Шилер

## Интересни факти
- впечатляващо в Tubular Bells е, че несъзнателно върху записа са отразени повиквателни съобщения на дълговълновия предавател GBR in Ръгби. Сигналите на близкия 16-kHz предавател са въздействали на микрофона и усилвателя и са записани.
- В Amarok мелодията на едно място образува кратка морзово кодирана-поредица, изразяваща обида към тогавашния шеф на Virgin Ричард Брансън.
- На името на музиканта е наречен астероид – (5656) Олдфийлд.